# Болеро (одежда)

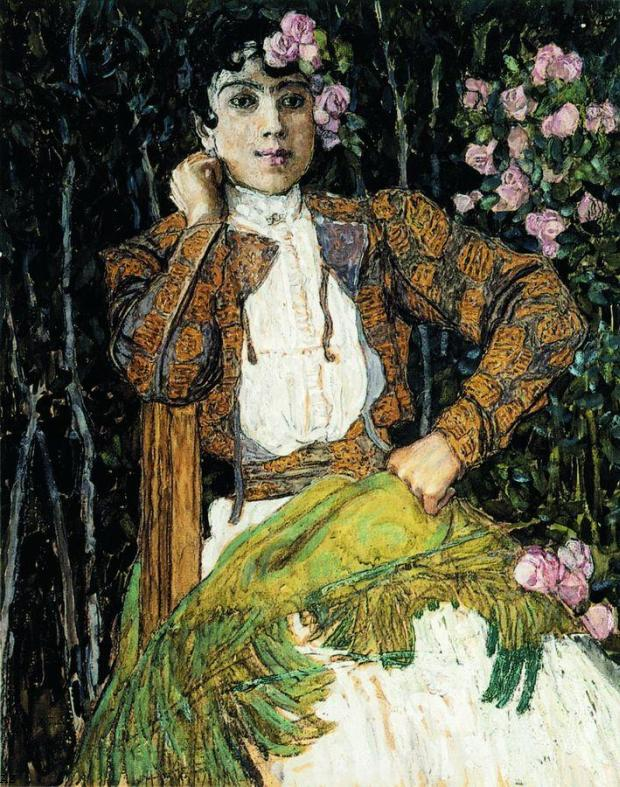
Испанка в зелёном. Александр Головин, 1906—1907.

Болеро́ — предмет верхней одежды; короткая, открытая спереди курточка без застёжки, укороченный жакет длиной выше талии с полукруглыми бортами и рукавом различной длины, узким по всей длине или с буфами, либо вовсе без него. В более широком смысле — любой укороченный жакет. Может иметь воротник, в том числе, переходящий в лацканы-апаш, а также застёжку на крючках, либо на одну-две пуговицы.

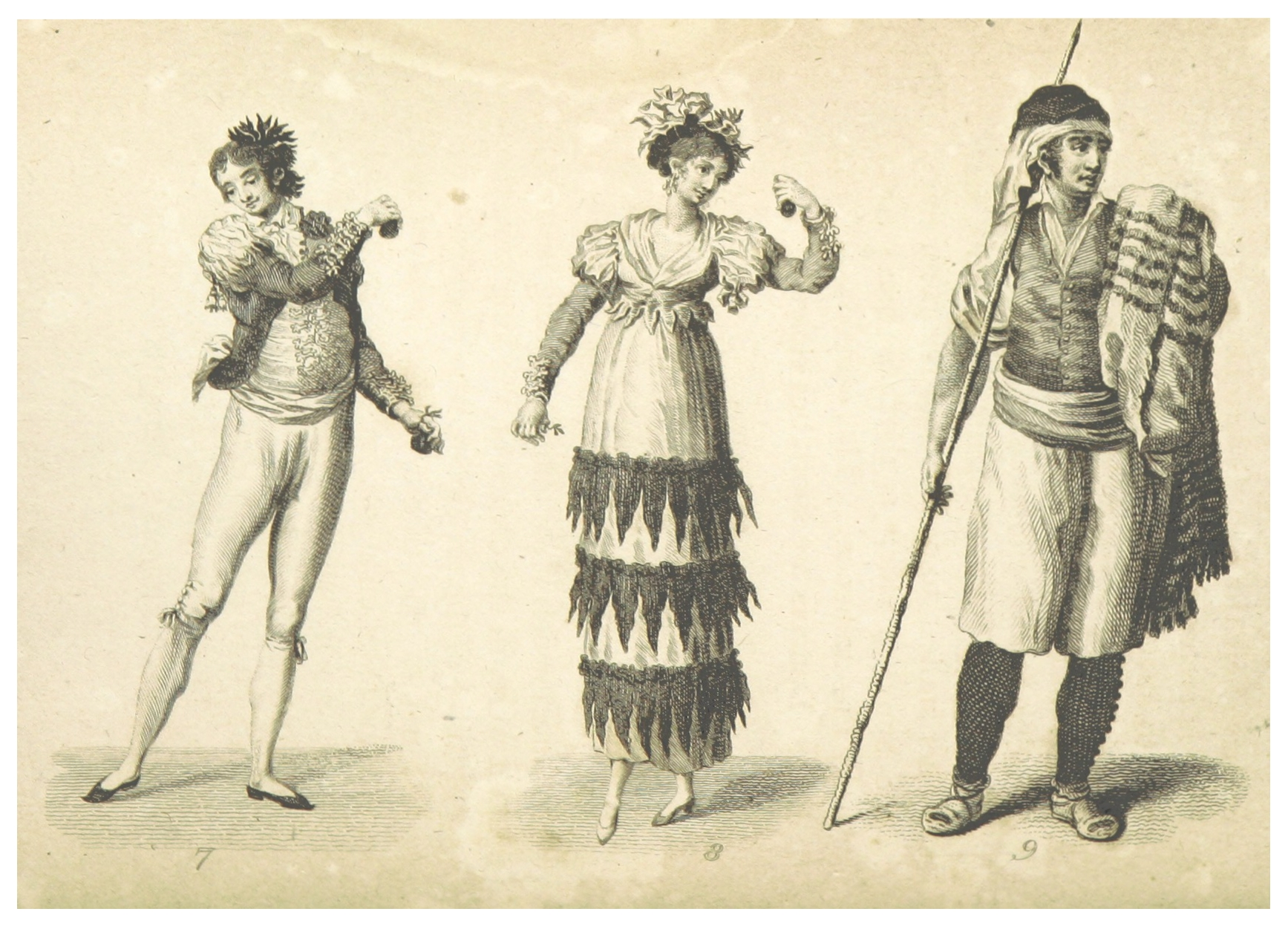
Танцовщики болеро, Мадрид (слева). Роберт Семпл. Второе путешествие в Испанию, 1809.

Этот предмет одежды заимствован из испанского национального костюма, где традиционно шился из льна, шерсти, а также бархата, либо атласа и носился поверх белой блузки. Своё название получил благодаря одноимённому народному танцу. Во Франции распространился в середине XIX века, как дань императрице Евгении, испанке по происхождению. В те времена шился с баской и оторачивался бахромой. Вновь вернулся в моду в 1890-х, но уже без баски и в укороченном виде.
В качестве детского костюма носился как девочками, так и мальчиками — наравне с зуавами и матроской.
В XX веке зачастую надевался поверх платья для создания эффекта костюма-двойки. Этот приём использовали испанец Кристобаль Баленсиага, Кристиан Диор, Жак Фат и другие парижские кутюрье.